# Montceaux
Montceaux ist eine französische Gemeinde mit 1202 Einwohnern (Stand 1. Januar 2022) im Département Ain in der Region Auvergne-Rhône-Alpes. Sie gehört zum Kanton Châtillon-sur-Chalaronne im Arrondissement Bourg-en-Bresse.

## Geographie

### Lage
Montceaux liegt auf 212 m, etwa 35 Kilometer westsüdwestlich der Präfektur Bourg-en-Bresse, 38 Kilometer nördlich der Stadt Lyon und 23 Kilometer südlich der Stadt Mâcon (Luftlinie). Das Dorf erstreckt sich unweit der Saône am Westrand des Départements Ain in der Landschaft und historischen Provinz Dombes.

### Topographie
Die Gemeinde liegt im Tal der Saône und im Bresse-Saône-Graben, den der Fluss in Nord-Süd-Richtung durchfließt. Die Fläche des 10,03 km² großen Gemeindegebiets umfasst die beiden Talflanken der Callonne, eines kleinen Zuflusses zur Saône. Auf diesen Talflanken steigt das Gelände von der Saône aus an und bildet eine Hochebene, in die sich die Callonne etwa 30 Meter eingetieft hat. Auf der Hochebene im Nordosten erreicht die Gemeinde mit 245 m ihre höchste Erhebung. Im Westen verläuft die Gemeindegrenze parallel zur Sâone in etwa einem Kilometer Entfernung von ihrem Ufer. Vor allem die Hochebenen werden landwirtschaftlich genutzt, und zwar zu 44 % als Felder, 20 % Wiesen und 22 % sonstige Arten. Der Rest wird zu gleichen Teilen von Siedlungsflächen und einem Waldstreifen entlang der Callonne bedeckt.

### Nachbargemeinden
Umgeben ist Montceaux von den Nachbargemeinden Peyzieux-sur-Saône im Norden, Chaneins im Osten, Francheleins im Süden sowie Montmerle-sur-Saône und Guéreins im Westen.

### Gemeindegliederung
Zu Montceaux gehören neben dem eigentlichen historischen Ortskern, der auf der Südseite der Callonne liegt, auch mehrere Weiler und Gehöfte, darunter:
- Le Charlet (224 m) auf einem Geländevorsprung oberhalb der Calonne und gegenüber dem Ortskern,
- Saint-Maurice und der ehemalige Herrschaftssitz La Bâtie (230 m) am Oberlauf der Callonne ebenfalls auf einem Ausblick über das Tal,
- Bétheneins (222 m) südlich des Ortskerns,
- Le Reverdy (213 m) östlich des Ortskerns,
- Les Rivaux (219 m) im Südwesten; diese Siedlung geht nahtlos in die Neubaugebiete von Montmerle-sur-Saône über.

## Geschichte
Auf dem Gebiet von Montceaux wurden römische Münzen aus den Jahrzehnten um die Zeitenwende gefunden. Im Hochmittelalter im Jahr 943 wurde Montceaux zum ersten Mal als Standort einer Kirche erwähnt (In villa Moncellis, cum aecclesia in honore beate Dei genitricis Marie et Sancti Andeoli). Das ursprüngliche Doppelpatrozinium der Hl. Jungfrau und des Hl. Andeolus wurde später durch Philippus und Jakobus ersetzt. Im Lauf der Zeit wandelte sich die Schreibweise über Munceals (1149), Moncelz (1250), Monceuz (1285), Moncez (1299–1369), Moncelx (1365) und Monceaux (1789) zum heutigen Montceaux.
Als im 12. Jahrhundert die Herren von Beaujeu die Herrschaften Chalamont und Montmerle erwarben, gelangte auch Montceaux in ihren Besitz und wurde dadurch Teil des Fürstentums Dombes, das ab dem Jahr 1406 für mehrere Jahrhunderte unter die Oberhoheit der Bourbonen wechselte. Die Ländereien von Montceaux waren zu der Zeit als Lehen an die Herrschaft La Bâtie vergeben, die 1365 erstmals als Bastita de Franchelleins urkundlich erschien. Sie hatte ihren Sitz im Château de la Bâtie an der heutigen Gemeindegrenze mit Chaneins. Erst 1762 gelangte Guéreins zusammen mit dem restlichen Fürstentum Dombes an Frankreich.
In der Verwaltungsgliederung nach der Französischen Revolution war Montceaux zunächst dem Arrondissement Trévoux und nach dessen Auflösung 1926 dem Arrondissement Bourg-en-Bresse zugeteilt. Auf der Wahlkreisebene gehörte Montceaux von 1801 bis 2015 zum Kanton Thoissey, seit dessen Auflösung zum Kanton Châtillon-sur-Chalaronne.

### Bevölkerungsentwicklung
| Jahr      | 1962 | 1968 | 1975 | 1982 | 1990 | 1999 | 2011 | 2021 |
| Einwohner | 367  | 314  | 392  | 547  | 672  | 908  | 1214 | 1198 |

Mit 1202 Einwohnern (Stand 1. Januar 2022) gehört Montceaux zu den kleineren Gemeinden des Départements Ain. Im 19. Jahrhundert schwankte die Einwohnerzahl zwischen 308 und dem Höchststand von 720 Einwohnern, der 1856 verzeichnet wurde. Danach setzte eine Bevölkerungsabnahme ein, die bis zur Mitte des 20. Jahrhunderts anhielt. Seit den 1980er Jahren wird eine deutliche Bevölkerungszunahme verzeichnet. Die Ortsbewohner von Montceaux heißen auf Französisch Montcellien(ne)s.

## Wirtschaft und Infrastruktur
Montceaux ist bis heute ein vorwiegend durch die Landwirtschaft geprägtes Dorf, dessen Bauern sich auf den Anbau von Öl- und Eiweißpflanzen konzentrieren. Daneben gibt es heute verschiedene Betriebe des lokalen Kleingewerbes. Mittlerweile hat sich das Dorf auch zu einer Wohngemeinde entwickelt. Viele Erwerbstätige sind Wegpendler, die in den größeren Ortschaften der Umgebung, vor allem im Département Rhône, ihrer Arbeit nachgehen.
Die Ortschaft liegt abseits der größeren Durchgangsstraßen an einer Departementsstraße, die von Belleville nach Châtillon-sur-Chalaronne führt. Eine weitere Straßenverbindung besteht mit Francheleins. Der nächste Autobahnanschluss an die A6 befindet sich in vier Kilometern Entfernung in Belleville. Dort steht auch der nächstgelegene Bahnhof an der Bahnstrecke Paris–Marseille. Als Flughafen in der Region kommt Lyon-St-Exupéry (62 km) in Frage.

### Bildung
In Montceaux befindet sich eine staatliche école primaire (Grundschule mit eingegliederter Vorschule).

## Sehenswürdigkeiten
- Das Château de la Bâtie erhebt sich östlich von Montceaux auf einem Geländevorsprung oberhalb der Calonne. Es wurde Ende des 13. oder Anfang des 14. Jahrhunderts als massive Festungsburg mit 4 Anlagen und 19 Türmen in der für die Dombes typischen Bauweise aus roten Ziegeln errichtet. Das heutige Hauptgebäude auf der Westseite beherbergt die ältesten Teile, nachdem das Château im 16. und vor allem im 18. Jahrhundert, als La Bâtie zur Grafschaft (frz.: comté) aufgestiegen war, zu einer Residenz umgebaut wurde. Im 19. Jahrhundert wurde einer der Flügel abgerissen. Der Komplex umfasst auch eine Burgkapelle mit Krypta aus dem Mittelalter, die im 16. Jahrhundert zeitweise die Dorfkirche ersetzte und im 18. und 19. Jahrhundert ebenfalls umgebaut wurde. Das Château de la Bâtie ist ein monument historique.[7]

- Die Kirche Saint-Jacques-et-Saint-Philippe ist ein ursprünglich romanischer Bau, der erst im 16. Jahrhundert und noch einmal 1845 renoviert wurde. Sein Langhaus ist einschiffig mit einem Kreuzgratgewölbe überspannt, die Vierung wird durch zwei seitlich angebaute Kapellen gebildet. Der Glockenturm hat einen achteckigen Grundriss und beherbergt eine alte Uhrmechanik.

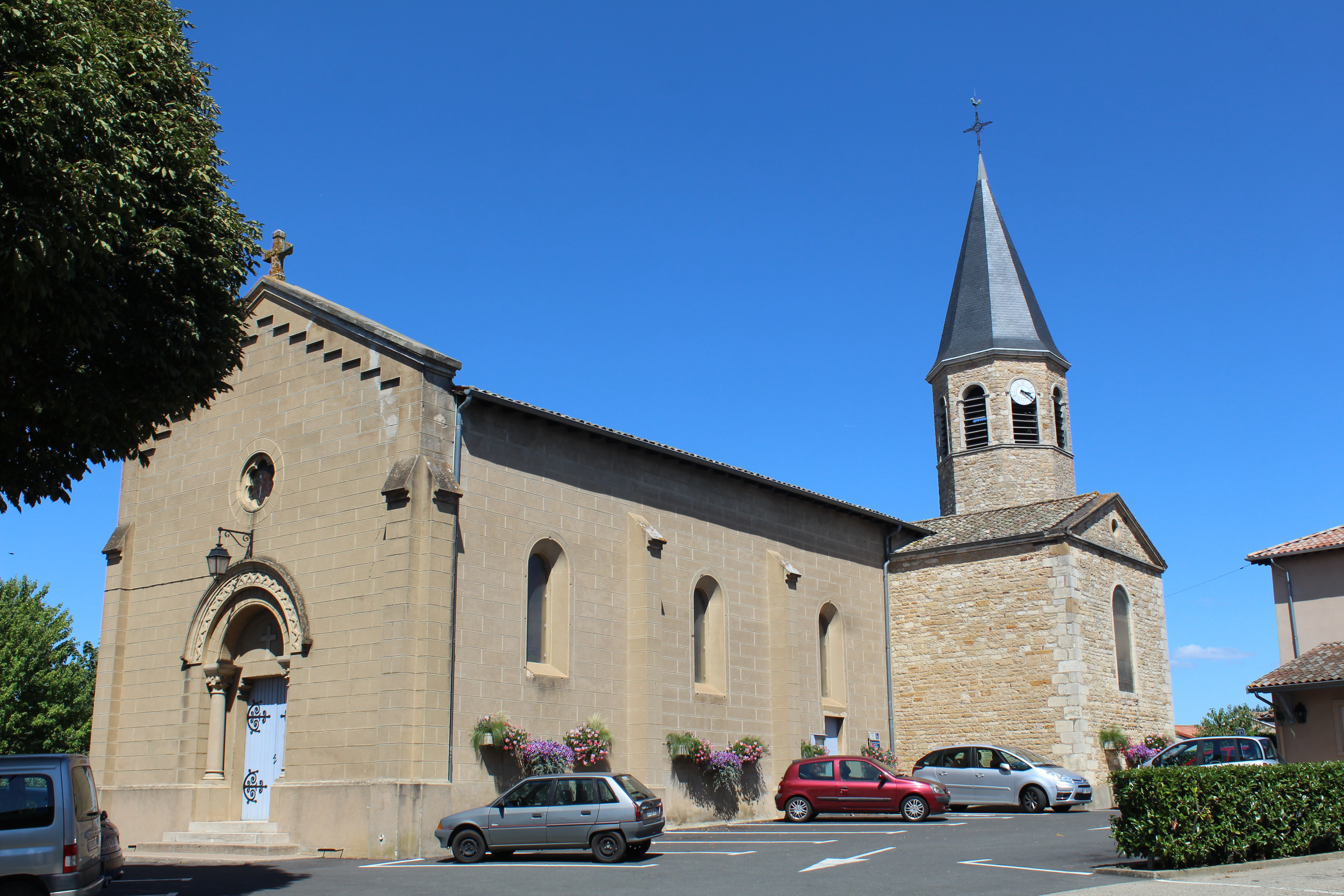
Die Kirche Saint-Jacques-et-Saint-Philippe
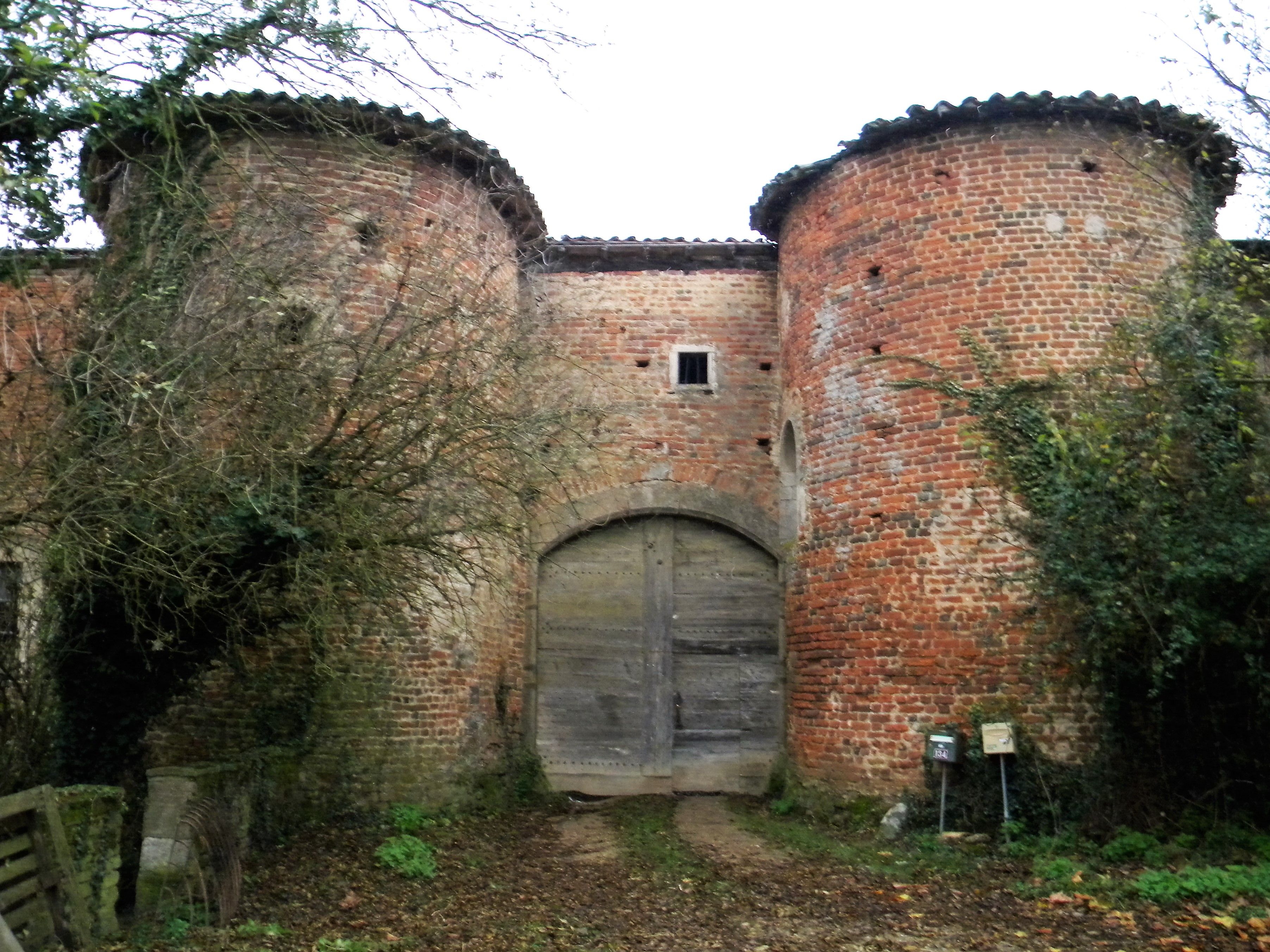
Château de la Bâtie
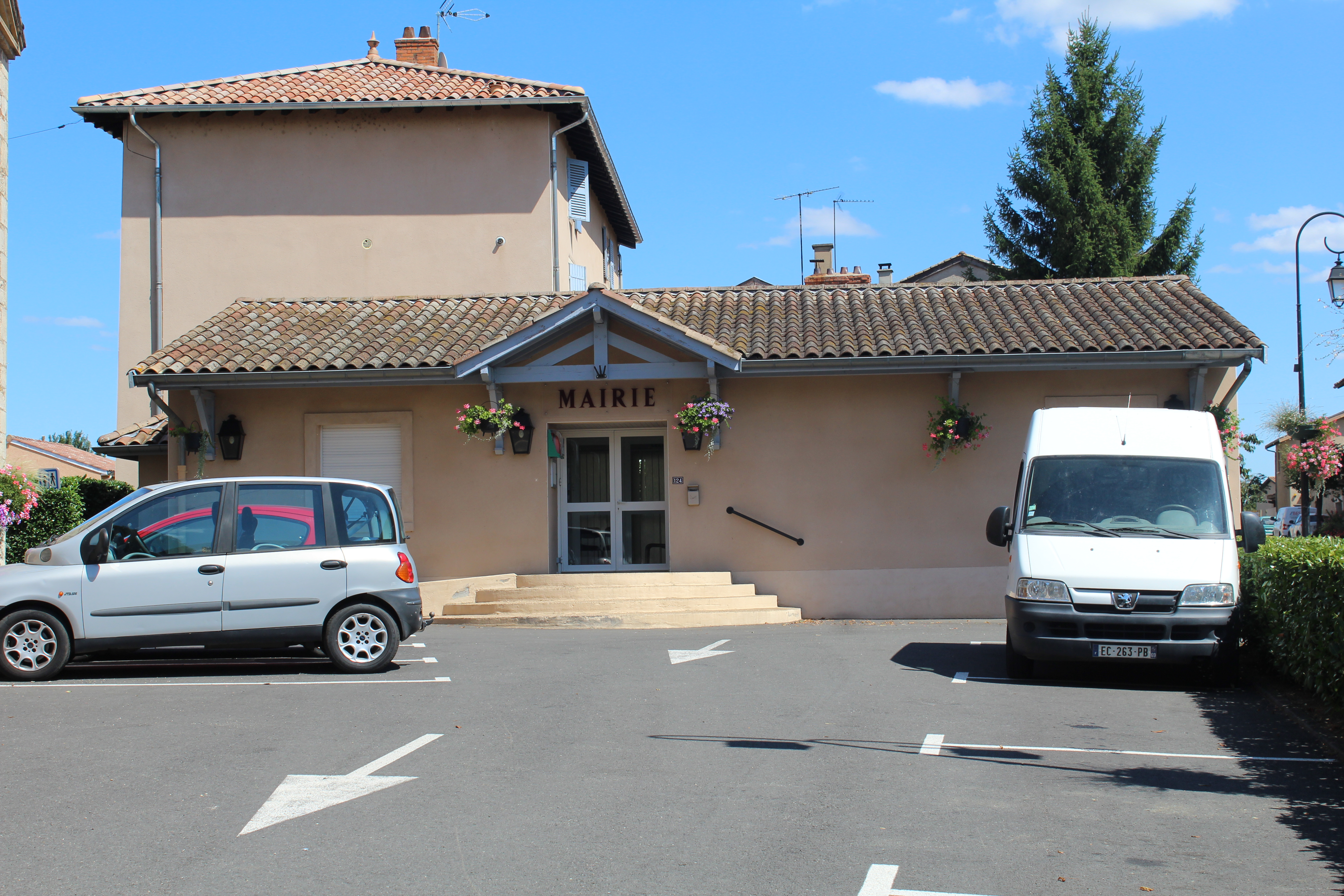
Rathaus (mairie)
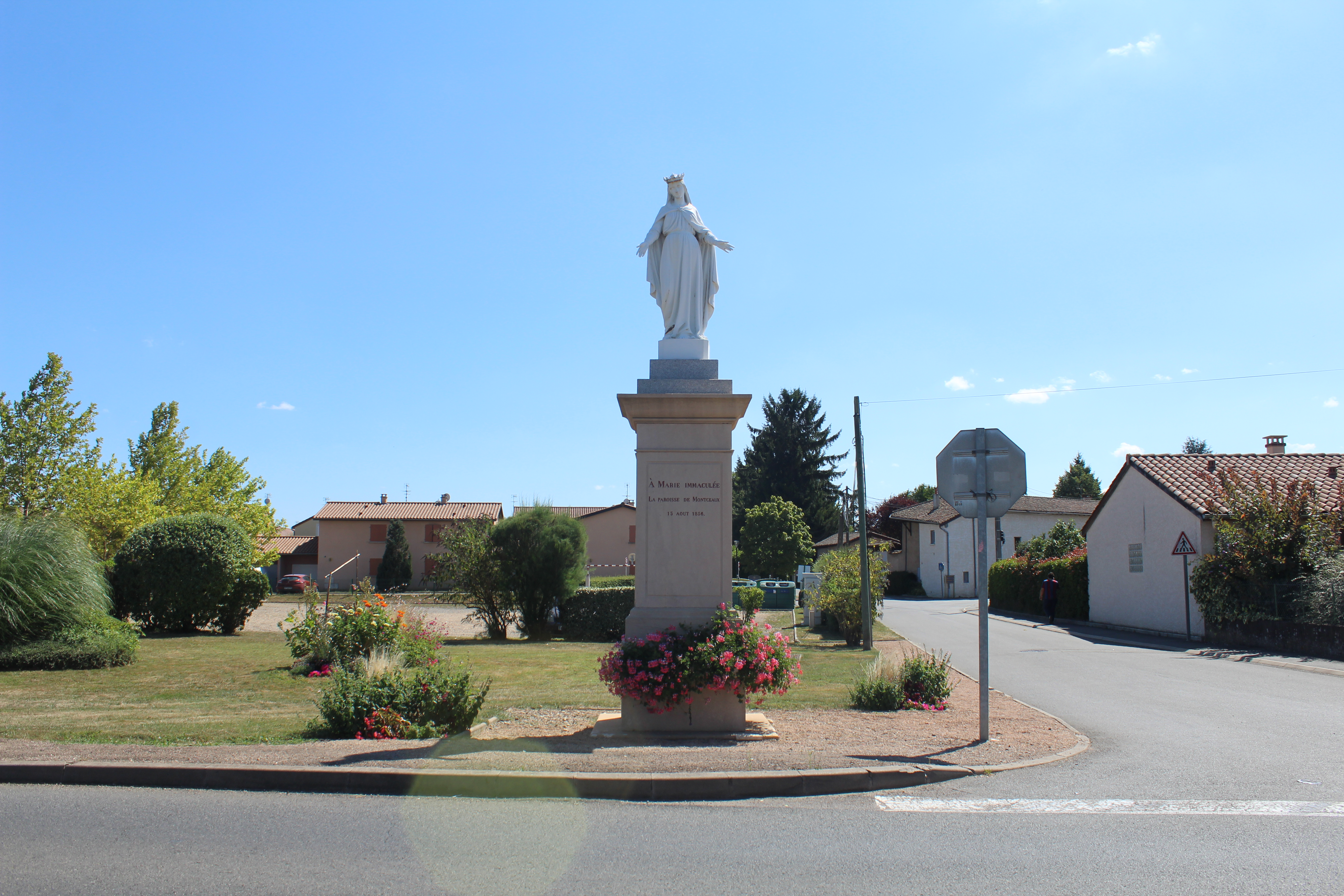
Marienstatue
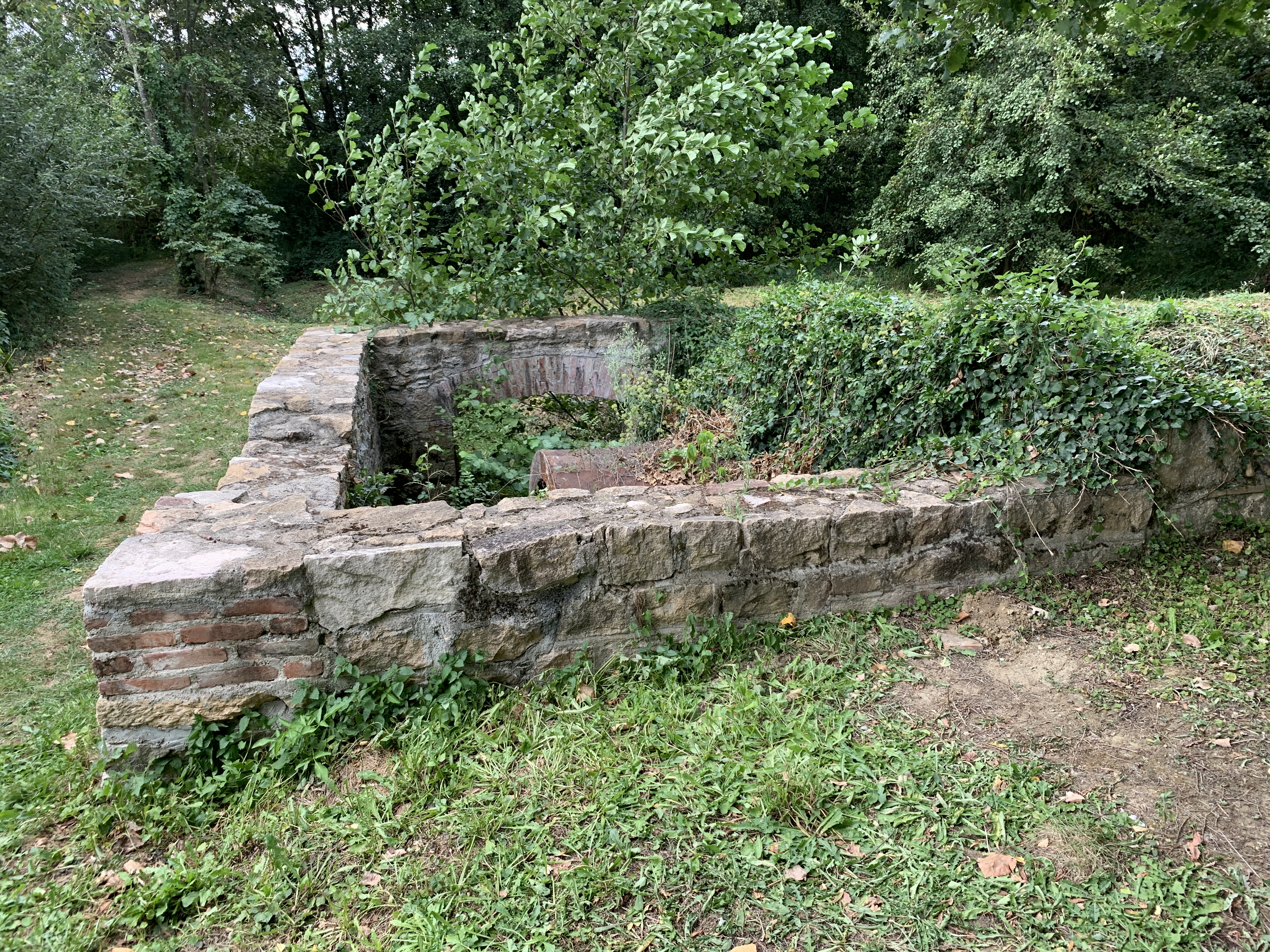
Rerste der ehemaligen Ölmühle
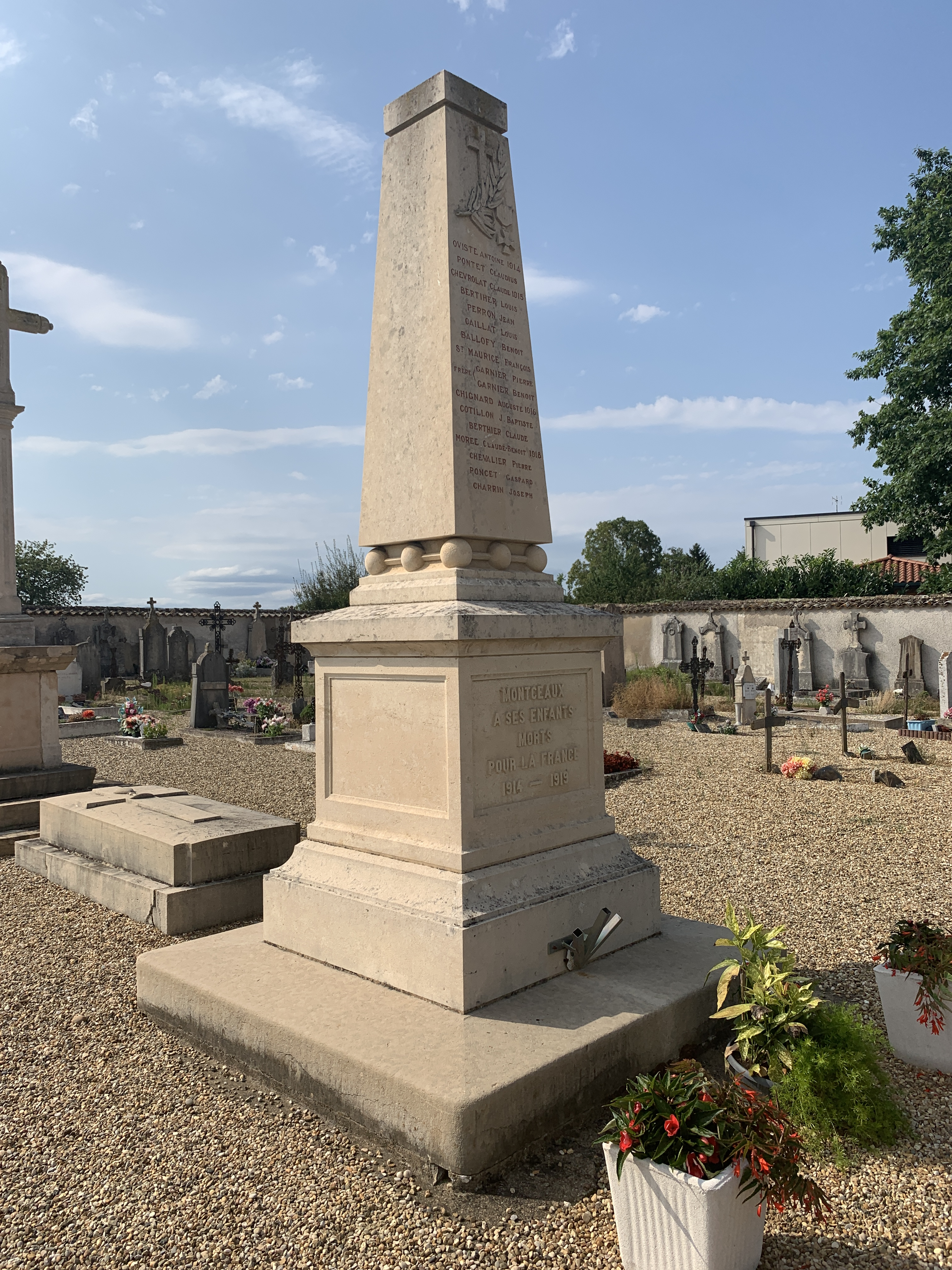
Gefallenendenkmal